# Music Made Addictz
Music Made Addictz är ett album från 2009 av den nederländska hardstyleduon D-Block & S-te-Fan. Det gavs ut den 28 september 2009 på skivmärket Cloud 9 Dance. Fyra sampelalbum gavs ut på märket Scantraxx Evolutionz.

## Låtförteckning
1. Intro (1.00)
2. Music Made Addict (4.41)
3. Ultimate High (4.38)
4. Music Is Why (featuring DJ Isaac) (4.27)
5. Let'z Dance (5.02)
6. Supernova (5.12)
7. The Human Soul (featuring Wildstylez) (4.30)
8. Dreamerz of Dreamz (4.12)
9. Essence of Sound (4.47)
10. Let It Go (featuring Josh & Wesz) (4.16)
11. Teqnology (4.29)
12. Sound of Thunder (featuring MC Villain) (4.51)
13. In Other Wordz (featuring Deepack) (4.41)
14. Ride With Uz (Max Enforcer remix) (4.31)
15. Shiverz (featuring High Voltage) (6.37)

## Sampelalbum
Efter att albumet hade givits ut gavs fyra sampelalbum ut under oktober–december samma år av Scantraxx Evolutionz. Sampelalbumen, som innehåller längre versioner av albumspåren, fanns endast tillgängliga som 12-tumsvinyl (maxisingel) och digital nedladdning.

### Sampelalbum 1
Det första sampelalbumet gavs ut 5 oktober 2010.
1. Sound of the Thunder (featuring MC Villan) (6.14)
2. Let It Go (featuring Josh and Wesz) (5.38)
3. Supernova (5.52)

### Sampelalbum 2
Det andra sampelalbumet gavs ut den 26 oktober 2010.
1. Music Is Why (featuring DJ Isaac) (6.08)
2. Dreamerz of Dreamz (7.13)
3. Teqnology' (5.28)

### Sampelalbum 3
Det tredje sampelalbumet gavs ut den 16 november 2010.
1. Shiverz (featuring High Voltage) (6.02)
2. Let'z Dance (5.54)
3. Ultimate High (6.00)

### Sampelalbum 4
Det fjärde och sista sampelalbumet gavs ut den 14 december 2010.
1. The Human Soul (featuring Wildstylez) (5.48)
2. Ride With Uz (Max Enforcer remix) (5.51)
3. The Essence of Sound (5.52)